# 8752 Фламмеус
8752 Фламмеус (8752 Flammeus) — астероїд головного поясу, відкритий 24 вересня 1960 року.
Тіссеранів параметр щодо Юпітера — 3,544.